# 董時亮
董時亮，字彥功，浙江紹興府安昌縣人，明朝政治人物、進士出身。
洪武四年，會試五十九名，登進士三甲，授濟南府臨邑縣縣丞。